# زاوية (ديزجرود الشرقي)
زاویة (بالفارسية: زاویه) هي قرية تقع في إيران في أذربيجان الشرقية. يقدر عدد سكانها بـنحو 299 نسمة.